# 森俊春
森 俊春（もり としのぶ）は、江戸時代中期の大名。播磨国三日月藩の第3代藩主。官位は従五位下対馬守、安芸守、佐渡守。

## 略歴
2代藩主・森長記の五男として江戸にて誕生。幼名は勝五郎。
元文元年（1736年）、兄の可敦が病弱を理由に廃嫡されたため、世子となる。元文4年（1739年）6月26日、父の隠居で家督を継いだ。延享2年（1745年）4月、幕府より美作国および播磨国において5万4430石の幕領を預かる。家臣深沢君山に命じて、祖先の逸話を著した「森氏雑話」を編纂させた。安永3年（1774年）5月29日、長男・俊韶に家督を譲って隠居した。
文化3年（1806年）6月4日に江戸で死去した。享年81。法号は俊晴院殿智道日覚大居士。東京都大田区池上の本行寺。

## 系譜
- 父：森長記（1687-1767）
- 母：重 - 井波氏
- 正室：類 - 関長広の娘
  - 長男：森俊韶（1750-1797）
- 生母不明の子女
  - 女子：瑞明院 - 池田政香継室
  - 女子：長谷川正満正室
  - 女子：林正周養女
  - 女子：曾代 - 森俊韶養女、森快温正室
- 養子
  - 女子：上田義茂室 - 関富昌（関政富の4男）の娘